# Musselburgh Links
 (avril 2021).
La mise en forme du texte ne suit pas les recommandations de Wikipédia : il faut le « wikifier ».
Les points d'amélioration suivants sont les cas les plus fréquents :
- Les titres sont pré-formatés par le logiciel. Ils ne sont ni en capitales, ni en gras.
- Le texte ne doit pas être écrit en capitales (les noms de famille non plus), ni en gras, ni en italique, ni en « petit »…
- Le gras n'est utilisé que pour surligner le titre de l'article dans l'introduction, une seule fois.
- L'italique est rarement utilisé : mots en langue étrangère, titres d'œuvres, noms de bateaux, etc.
- Les citations ne sont pas en italique mais en corps de texte normal. Elles sont entourées par des guillemets français : « et ».
- Les listes à puces sont à éviter, des paragraphes rédigés étant largement préférés. Les tableaux sont à réserver à la présentation de données structurées (résultats, etc.).
- Les appels de note de bas de page (petits chiffres en exposant, introduits par l'outil «  Source ») sont à placer entre la fin de phrase et le point final[comme ça].
- Les liens internes (vers d'autres articles de Wikipédia) sont à choisir avec parcimonie. Créez des liens vers des articles approfondissant le sujet. Les termes génériques sans rapport avec le sujet sont à éviter, ainsi que les répétitions de liens vers un même terme.
- Les liens externes sont à placer uniquement dans une section « Liens externes », à la fin de l'article. Ces liens sont à choisir avec parcimonie suivant les règles définies. Si un lien sert de source à l'article, son insertion dans le texte est à faire par les notes de bas de page.
- La présentation des références doit suivre les conventions bibliographiques. Il est recommandé d'utiliser les modèles {{Ouvrage}}, {{Chapitre}}, {{Article}}, {{Lien web}} et/ou {{Bibliographie}}. Le mode d'édition visuel peut mettre en forme automatiquement les références.
- Insérer une infobox (cadre d'informations à droite) n'est pas obligatoire pour parachever la mise en page.

Pour une aide détaillée, merci de consulter Aide:Wikification.
Si vous pensez que ces points ont été résolus, vous pouvez retirer ce bandeau et améliorer la mise en forme d'un autre article.

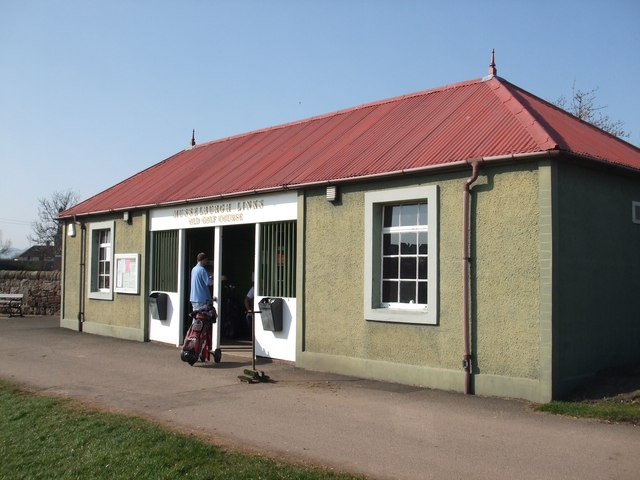
Photo d'un bâtiment du Musselburgh Links.

Musselburgh Links, The Old Golf Course à Musselburgh, East Lothian, en Écosse, est l'un des plus anciens parcours de golf au monde,. Il ne doit pas être confondu avec le Royal Musselburgh Golf Club ou le Levenhall Links.
Musselburgh Links est aujourd'hui un parcours public de 9 trous (par 34) géré par l'East Lothian Council.

## Histoire
Musselburgh Links fut considéré comme le plus ancien parcours de golf au monde par le livre Guinness des Records (mais plus récemment, le «record» a été réattribué au Old Course).
A son inauguration, Musselburgh Links comportait 7 trous, étendu à 8 en 1838 et enfin à 9 en 1870.
Entre 1874 et 1889, il a accueilli l'Open Championship à six reprises, en rotation avec Prestwick Golf Club et l'Old Course à St Andrews, jusqu’à son remplacement par le club de  Muirfield.
| Annee | Vainqueur           | Score | Score | Score  |
| Annee | Vainqueur           | R1    | R2    | Total  |
| ----- | ------------------- | ----- | ----- | ------ |
| 1874  | Parc Mungo 1er      | 75    | 84    | 159    |
| 1877  | Jamie Anderson 1er  | 82    | 78    | 160    |
| 1880  | Bob Ferguson 1er    | 81    | 81    | 162    |
| 1883  | Willie Fernie 1er   | 75    | 83    | 158 PO |
| 1886  | David Brown 1er     | 79    | 78    | 157    |
| 1889  | Willie Park, Jr. 2e | 78    | 77    | 155 PO |

## Héritage
En 1893, Le Royal and Ancient a adopté la longueur de l'instrument utilisé a Musselburgh pour percer les trous comme diamètre réglementaire d'un trou de golf (108 mm).